# Carla-Bayle
Carla-Bayle település Franciaországban, Ariège megyében. Lakosainak száma 792 fő (2022. január 1.). Carla-Bayle Artigat, Les Bordes-sur-Arize, Campagne-sur-Arize, Castéras, Castex, Daumazan-sur-Arize, Le Fossat, Sieuras és Sainte-Suzanne községekkel határos.

## Népesség
A település népességének változása:
| Lakosok száma | 602  | 469  | 578  | 726  | 777  | 768  | 780  | 796  | 797  | 792  |
|               | 1968 | 1982 | 1990 | 2006 | 2013 | 2015 | 2017 | 2019 | 2020 | 2022 |

## Híres emberek
- Itt született 1647-ben Pierre Bayle francia filozófus, valláskritikus